# Джильи, Беньямино
Беньями́но Джи́льи (итал. Beniamino Gigli; 20 марта 1890, Реканати, Италия — 30 ноября 1957, Рим) — итальянский оперный певец (лирический тенор), который считался наследником Энрико Карузо. На пике карьеры в 1920-е и 1930-е годы был самым востребованным тенором мира, часто снимался в кинофильмах.

## Биография

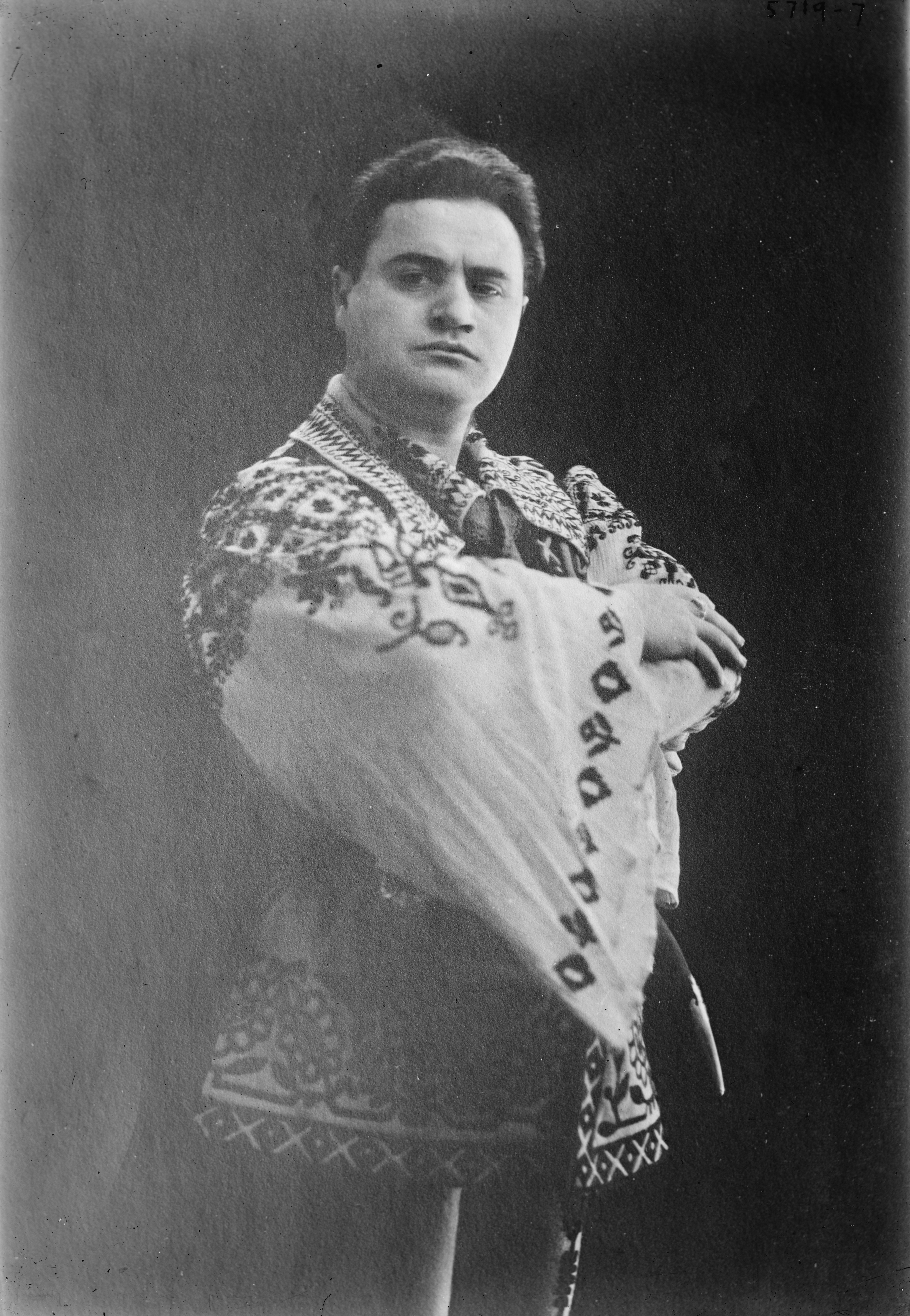
Джильи в своей первой оперной роли («Джоконда», 1914)

Свой путь в музыке начал в 1897 году, присоединившись к хору кафедрального собора (в своём родном Реканати) и совмещая пение с работой в плотницкой мастерской. К 1900 году он сменил ремесло, став учеником портного, а после окончания школы в 1902 году устроился помощником аптекаря, где трудился до 1907 года, не забывая и о музыке: в часы досуга играл на саксофоне в городском оркестре. Его первое выступление на сцене состоялось в 1905 году в театре города Мачерата, где он, вопреки традициям, исполнил женскую роль в оперетте «Бегство Анджелики» Алессандро Билли.  
Переломным стал 1907 год: поступив в услужение к римской графине Спанокки, Джильи стал брать уроки вокала у Пьетро ди Стефано. Год спустя он начал занятия с Аньезе Бонуччи, но после двух лет обучения был вынужден прервать учёбу ради военной службы в 82-м пехотном полку, а позже — работы телефонистом. В 1911 году, перейдя к профессору Мартино для постановки голоса, он столкнулся с судебным иском от Бонуччи, обязавшим его выплатить 2500 лир. Тогда же Джильи устроился в фотоархив министерства культуры и познакомился с Констанцией Черрони, своей будущей супругой. Во время Ливийской кампании 1912 года был на короткое время призван в армию.
Получив в 1912 году стипендию Академии Санта-Чечилия, он тайно выступал на частных концертах под псевдонимом (так как студентам запрещалось публичное пение). Окончив академию в 1914 (с первой премией на конкурсе в Парме), он дебютировал на оперной сцене в провинциальном Ровиго (в опере «Джоконда»), а затем в Генуе спел партию Де Грие в «Манон». Год спустя Театр Массимо в Палермо пригласил его на роль Каварадосси в «Тоске», а 9 мая Джильи обвенчался с Констанцей. В том же году, исполнив Турриду в «Сельской чести», он сблизился с автором этой оперы — композитором Масканьи. 

В 1916 году Джильи стал отцом и дебютировал в римском театре Костанци (в роли Фауста). После первых зарубежных гастролей (Испания, 1917) последовали премьерная граммофонная запись (1918) и триумф в «Ла Скала» у Тосканини. Покорив в 1919 году Аргентину, он дебютировал в нью-йоркской Метрополитен-опере (1920) и на многие годы обосновался в США, где даже получил звание почётного офицера полиции (1922). После смерти Карузо основным лирическим тенором театра стал Джильи, основным спинто — Лаури-Вольпи, а основным драматическим тенором — Мартинелли. Европейское реноме Джильи укрепили выступления в Берлине (1924), Вене и Вероне (1929), а живой радио-концерт 1925 года расширил его аудиторию до миллионов.  

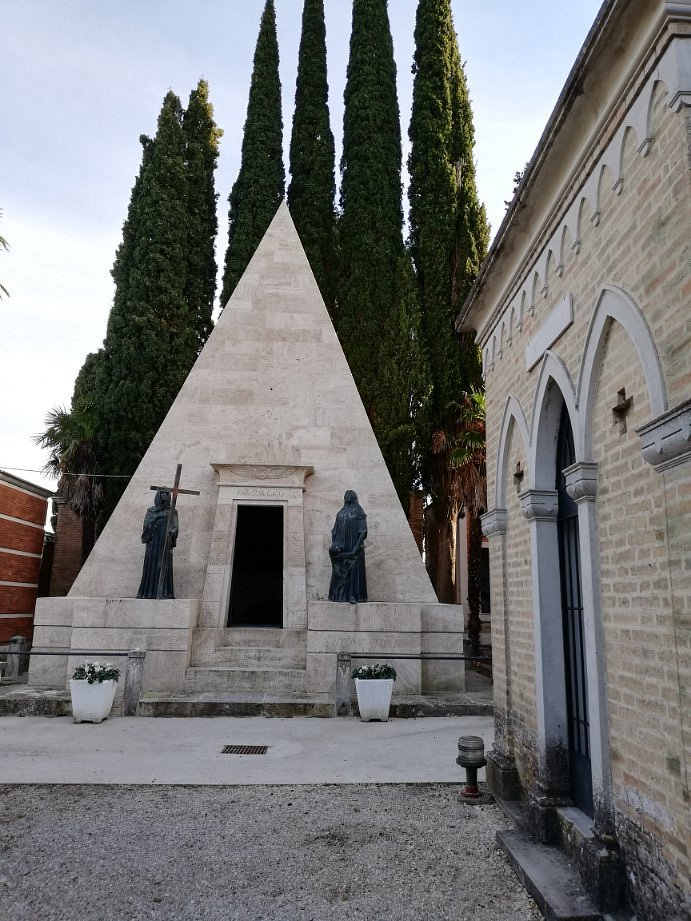
Мавзолей Джильи в Реканати

В разгар Великой депрессии (1932) Джильи, отказавшись снизить гонорар, вместе со своим соперником Лаури-Вольпи покинул Метрополитен-оперу и по возвращении на родину принял участие в фестивале Пуччини. В 1935 году снялся в Берлине в первом своём кинофильме, за которым последовали 15 кинолент с Магдой Шнайдер. Из-за связей с режимом Муссолини (любимым певцом которого он считался), в первое время по окончании Второй мировой войны Джильи подвергся остракизму со стороны ведущих оперных площадок, но постепенно возобновил активную гастрольную деятельность, объехав с 1951 по 1955 год пять континентов.  
Про корпулентного Джильи газетчики писали, что он выглядит как мясник, но поёт как ангел. Вокальная отточенность итальянских теноров его поколения (Пертиле, Лаури-Вольпи, Скипа, Мартинелли) — последнего, воспитанного в традициях бельканто, — кажется почти сверхъестественной. Высокие ноты и нежные, почти субтильные диминуэндо Джильи для современников звучали естественно, хотя позднейшие комментаторы иногда находили их манерными. Эти знаменитые диминуэндо иллюстрируют модный у теноров первой половины XX века лёгкий, «головной» тембр, временами переходящий на высоких нотах в фальцет. В случае с Джильи тембр его голоса называли медоточивым и бархатным. Впрочем, на некоторых современных критиков его склонность к «всхлипывающей» манере исполнения (итал. singhiozzo) в отдельных записях производит впечатление сентиментальной до слащавости.
Последнее оперное выступление Джильи (чей голос всё ещё сохранял юношескую свежесть) состоялось в 1954 году в родном его городе, Реканати, в роли Канио из «Паяцев», после чего он начал прощальное турне. Всего за сорок лет карьеры он спел в более чем 2200 оперных представлениях. Завершив карьеру концертом в Вашингтоне 25 мая 1955 года, великий тенор скончался 30 ноября 1957 года в Риме от пневмонии, оставив наследие, вписавшее его имя в историю мировой оперы. Площадь перед Римским оперным театром была тогда переименована в его честь.

## Фильмография
- 1936 — «Аве Мария» (Германия). Режиссёр — Иоганнес Риман.
- 1936 — «Не забывай меня» (Великобритания). Режиссёр — Золтан Корда.
- 1938 — «Только для тебя» (Германия—Италия). Режиссёр — Кармине Галлоне.
- 1938 — «История одной жизни» (Giuseppe Verdi) (Италия). Режиссёр — Кармине Галлоне.
- 1939 — «Марионетки» (Италия—Германия). Режиссёр — Кармине Галлоне.
- 1939 — «Далёкий дом» (Италия—Германия). Режиссёр — Иоганнес Майер.
- 1941 — «Мама» (Италия—Германия). Режиссёр — Гвидо Бриньоне.
- 1942 — «Разбитая любовь» (Италия—Германия). Режиссёр — Гвидо Бриньоне.
- 1943 — «Смейся, паяц!» (Италия—Германия). Режиссёр — Джузеппе Фатиджати.
- 1950 — «Ночное такси» (Taxi di notte) (Италия—Франция). Режиссёр — Кармине Галлоне.
- 1953 — «Пуччини» (Италия—Франция). Режиссёр — Кармине Галлоне.